# Ercole Consalvi
Ercole kardinal Consalvi, italijanski diakon in kardinal, * 8. junij 1757, Rim, † 24. januar 1824.

## Življenjepis
11. avgustja 1800 je bil povzdignjen v kardinala, imenovan za državnega sekretarja Rimske kurije in za kardinal-diakona S. Agata de' Goti. 21. decembra 1801 je prejel diakonsko posvečenje.
16. septembra 1803 je bil imenovan za uradnika Rimske kurije, 19. maja 1814 ponovno za državnega sekretarja Rimske kurije, leta 1817 za kardinal-diakona S. Maria ad Martyres in 13. januarja 1824 za prefekta Kongregacije za verski nauk (latinsko Congregatio de propaganda fide).